# Comenius
Comenius (n. Jan Amos Komenský la 28 martie 1592, Uherský Brod, Moravia, Imperiul Habsburgic, azi în Cehia - d. 15 noiembrie 1670, Amsterdam, Țările de Jos) a fost un filosof, gramatician și pedagog ceh. Membru în confesiunea Frații Moravi, Comenius s-a ocupat întreaga viață de perfecționarea metodelor pedagogice.
Opera sa îl face să fie considerat, în momentul de față, părintele educației moderne.
A realizat o delimitare a pedagogiei ca un sistem de sine stătător care studiază educația. A abordat toate problemele importante ale pedagogiei legate de metodă, conținuturi, de ideal, inclusiv a ajuns la concluzia că pedagogia elaborează niște norme care se exprimă prin principii didactice. A elaborat 27 de principii didactice, dintre care cel mai important este „principiul instituției”. A afirmat că „Toata viața este o școală”.
Data sa de naștere, 28 martie, este comemorată în Cehia și în Slovacia prin Ziua Profesorilor.

## Opera

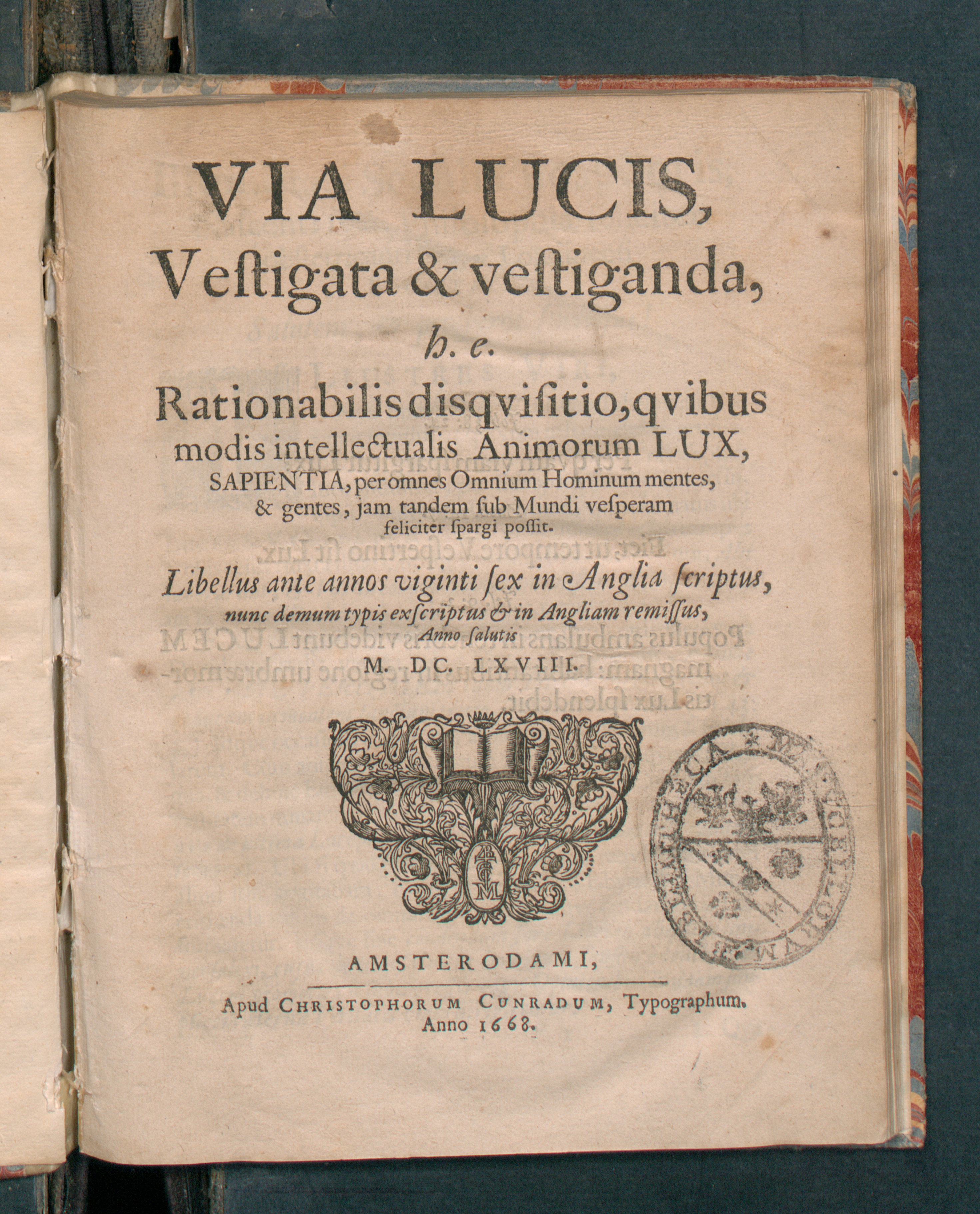
Via Lucis', 1668

Comenius este cunoscut, înainte de toate, prin mica sa lucrare întitulată Janua linguarum reserata sau la Cheia limbilor (Lesna, 1631): a adunat în 1000 de fraze toate cuvintele uzuale, în așa fel încât să dea, tot odată, în timp scurt, cunoașterea cuvintelor și cea a lucrurilor. Această scurtă lucrare a avut un succes prodigios: a fost retipărită deseori și a fost tradusă în aproape toate limbile.
Comenius a completat această operă dând Orbis sensualium pictus, Nürnberg, un fel de enciclopedie în care cuvintele sunt însoțite de imagini care le explică; Grammatica janualis; lexicon januale, culegere în care toți radicalii sunt reuniți în fraze.
Aceste cele mai importante tratate ale sale au fost reunite sub titlul Opera didactica, Amsterdam, 1657. Între altele, a scris lucrări de istorie, religie, filosofie. Câteva dintre operele sale au fost redactate în limba cehă.
Mai jos, o listă quasi-exhaustivă a operelor sale:

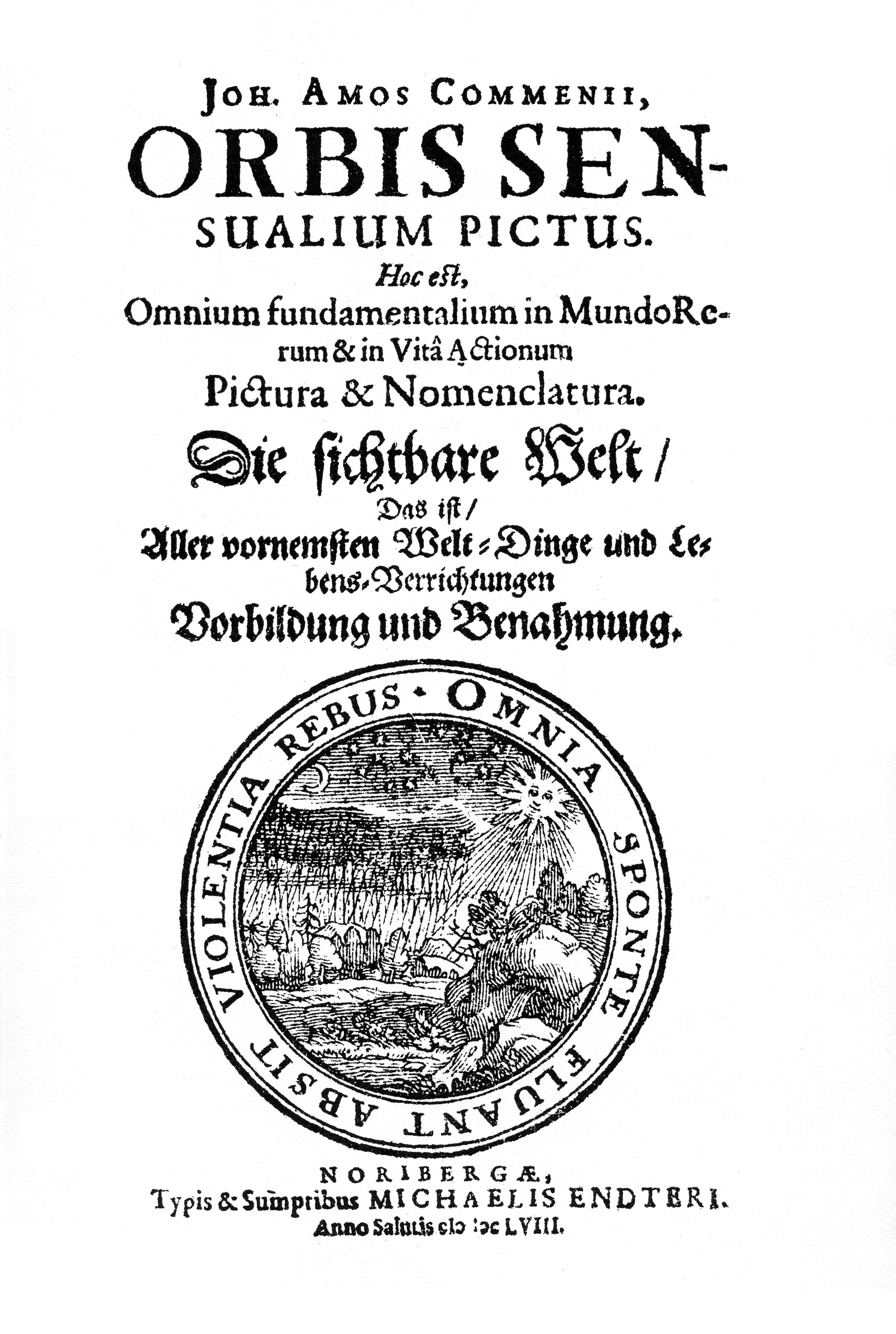
Orbis pictus, Nürnberg, 1658

- Problemata miscellanea, 1612 - un tratat filosofic;
- Grammaticae facilioris praecepta (Precepte ale unei Gramatici mai ușoare), 1616 - manual de gramatică, astăzi pierdut;
- Divadlo veškerenstva věcí (Teatrul universalității lucrurilor), 1616 - un proiect incomplet în vederea primei enciclopedii cehe;
- Retuňk proti Antikristu a svodům jeho, 1617-18 - un manifest contra le papei;
- Listové do nebe, 1619 - o critică a injustiției sociale;
- O poezii české (Despre poezia cehă), 1620 - manual de poezie cehă;
- Přemyšlování o dokonalosti (Refleții despre perfecțiune), 1622 - o operă dedicată soției sale;
- Nedobytelný hrad jméno Hospodinovo, 1622
- Truchlivý (Trist), 1622-1651
- Labyrint světa a ráj srdce (Labirintul lumii și paradisul inimii), 1623-1631
- O sirobě, 1624
- Přes boží, 1624
- Centrum securitatis čili hlubina bezpečnosti, 1625
- Harta Moraviei, 1627, Amsterdam;
- Česká didaktika (Didactica cehă), 1627-1632 - operă pedagogică fondatoare;
- Informatorium školy materské, 1630 - despre educația tinerilor copii în grădinițe;
- Ianua linguarum reserata (Ușa deschisă asupra limbilor), 1631 - manual de latină;
- Navržení krátké o obnově škol v království českém (Scurte propuneri pentru reforma școlilor din Regatul de Boemiei), 1632 - propuneri de reformă a sistemului școlar din Boemia;
- Haggaeus redivivus, 1632 - critică a opresiunii societății și a Habsburgilor;
- Pozoun milostivého léta, 1632 - exprimă speranța într-o apropiată reîntoarcere în Boemia;
- Vestibulum, 1633 - manual de latină, mai accessibil decât Ianua linguarum reserata
- Physicae synopsis, 1633, Leipzig - manual de fizică;
- Conatuum Comenianorum praeludia, 1637, Oxford;
- Prodromus pansophiae (Preludiu la înțelepciunea universală), 1639, London
- Via lucis (Calea luminii), 1642 et 1668 - opinii despre educație și sistemul școlar;
- Pansophiae diatyposis, 1643, Danzig
- Methodus linguarum novissima, 1649 - manual de limbi;
- Historia persecutionum Ecclesiae Slavonicae, 1647 - cere protestanților europeni să-i ajute pe cehi;
- Kšaft umírající matky, Jednoty bratrské, 1650 - decepția înfăptuirii Păcii din Westfalia;
- Rebita Laucus, 1650
- Independentia aeternarum confusionum origo, 1650
- Schola pansophica (Școala pansofică), 1651
- Sermo secretus Nathanis ad Davidem, 1651 - cere prințului maghiar Sigismund Rákóczi să-i combată pe Habsburgi;
- Gentis felicitas, 1659, Amsterdam - exhortație la combaterea Habsburgilor;
- Schola ludus, 1654
- Panegyricus Carolo Gustavo (Panegiric lui Carol Gustav), 1658 - cere regelui Suediei să reformeze la Polonia;
- Opera didactica omnia (Opere didactice complete) (1657) - o culegere a scrierilor sale pedagogice;
- Lux in tenebris (Lumină în întuneric), 1657
- Orbis sensualium pictus, 1658, Nürnberg - despre învățarea latinei;
- Kancionál, 1659 - o culegere de cântece religioase;
- Ecclesiae Slavonicae brevis historiola, 1660, Amsterdam - o istorie a bisericii slave
- De rerum humanarum emendatione consultatio catholica, 1662 - opera sa cea mai impunătoare, o operă filosofică împărțită în 7 părți, dintre care 4 rămase neîncheiate;
- Lux e tenebris, 1665 - completează Lux in tenebris
- Clamores Eliae, 1665-1670 - idei despre ameliorarea lumii și cooperarea internațională;
- Angelus pacis (Îngerul păcii), 1667 - exhortația păcii;
- Unum necessarium, 1668 - un sort de testament filosofic;
- Continuatio admonitionis fraternae, 1669 - polemică.

## Citate
- «Când educația generală a tineretului va începe cu o metodă bună, nimănui nu-i va lipsi ceea ce îi este necesar pentru a gândi și a acționa bine.»
- « Cu cât sunt mai numeroase problemele la care te gândești, cu atât mai mult riști să nu înțelegi niciuna.»

### Opere de Comenius
- La Grande didactique[22] ou l'art universel de tout enseigner à tous (1627-1632), trad. de Marie-Françoise Bosquet-Frigout, Dominique Saget, Bernard Jolibert. 2 e éd. revue et corrigée. Paris, Klincksieck, 2002. (Philosophie de l'éducation ; 9). ISBN 2-252-03407-6.
- Novissima linguarum methodus. La toute nouvelle méthode des langues, éd. et trad. par Honoré Jean, sous la dir. De Gilles Bibeau, Jean Caravolas et Claire Le Brun-Gouanvic. Genève, Droz, 2005. (Langue et cultures ; 37). ISBN 2-600-00979-5.
- Art et enseignement de la prédication. Manuel d'homilétique de l'Unité des Frères tchèques et moraves, éd. et trad. par Daniel S. Larangé. Paris, L'Harmattan, 2006. ISBN 2-296-00513-6.
- Le Labyrinthe du monde et le paradis du coeur, trad. par Xavier Galmiche. Paris, Desclée, 1991. ISBN 2-7189-0560-3.
- Le Labyrinthe du monde et le paradis du cœur, éd. et trad. par Christian Fleischl. Ottawa, eBooksLib, 2005. ISBN 1-4121-0472-6.

### Romane, studii critice, comentarii
- Jean Château (dir.), Les grands pédagogues, PUF, 1956, p. 109-124 (par J.-B. Piobetta).
- Prévot (Jacques), L'utopie éducative. Coménius. Paris, Belin, 1981. ISBN 2-7011-0357-6.
- Denis (Marcelle), Comenius. Paris, PUF, 1994. (Pédadogues. Pédagogies). ISBN 2-13-045819-X.
- Jean Bédard, Philosophe, Comenius ou l'art sacré de l'éducation roman, JC Lattes, France, 2002. www.jeanbedard.com
- Jean Houssaye (dir.), Premiers pédagogues. De l'Antiquité à la Renaissance, Issy-les-Moulineaux, 2002, p. 366-394 (par Helmut Heiland).
- Larangé (Daniel S.), La Parole de Dieu en Bohême et Moravie. La tradition de la prédication de Jan Hus à Jan Amos Comenius. Paris, L'Harmattan, 2008. (Religions & spiritualité). ISBN 978-2-296-06087-6.
- Keatinge, The Great Didactic of Comenius Arhivat în 10 octombrie 2014, la Wayback Machine. (London, 1896)
- Kučera, Karel. 2014. Jan Ámos Komenský. A man in search of peace, wisdom, and proverbs. Proceedings of the Seventh Interdisciplinary Colloquium on Proverbs, November 2013, at Tavira, Portugal, ed. by Rui J. B. Soares and Outi Lauhakangas, pp. 64–73. Tavira: Tipografia Tavirense.
- Simon Somerville Laurie, John Amos Comenius (1881; sixth edition, 1898)
- Robert Herbert Quick, Essays on Educational Reformers (London, 1890)
- Müller, Ein Systematiker in der Pädagogik : eine philosophisch-historische Untersuchung : Inaugural-Dissertation zur Erlangung der Doctorwürde an der philophischen Fäcultat der Universität Jena (Dresden, Bleyl und Kaemmerer, 1887)
- Löscher, Comenius, der Pädagoge und Bischof (Leipzig, 1889)
- Monroe, Will S. Comenius and the Beginning of Educational Reform (New York, 1900) Web access
- John Amos Comenius and his Works (Prague, 1945)